# Mons
Mons (neerlandeză Bergen, dialectul picard: Mont) este un oraș francofon din regiunea Valonia din Belgia. La 1 ianuarie 2008 comuna avea o populație totală de 91.152 locuitori. 
Împreună cu orașul ceh Plzeň, Mons a fost Capitala Europeană a Culturii în 2015.

## Geografie
Comuna actuală Mons a fost formată în urma unei reorganizări teritoriale în anul 1977, prin înglobarea într-o singură entitate a orașului propriu zis Mons cu comunele învecinate. Suprafața totală a comunei este de 146,53 km². Comuna Mons este subdivizată în secțiuni, ce corespund aproximativ cu fostele comune de dinainte de 1977. Acestea sunt:
- Orașul Mons
- Ciply;
- Cuesmes;
- Flénu;
- Ghlin;
- Havré;
- Harmignies;
- Harveng;
- Hyon;
- Jemappes;
- Maisières;
- Mesvin;
- Nimy;
- Nouvelles;
- Obourg;
- Saint-Denis;
- Saint-Symphorien;
- Spiennes;
- Villers-Saint-Ghislain.

Comunele limitrofe sunt:
- Jurbise;
- Soignies;
- Le Rœulx;
- La Louvière;
- Binche;
- Estinnes;
- Quévy;
- Frameries;
- Quaregnon;
- Saint-Ghislain.

- Salvatore Adamo

Mons este un oras nu o comuna,traducerea nu este corecta

## Localități înfrățite
- Franța: Vannes;
- Franța: Briare;
- Franța: Thoissey;
- Regatul Unit: Sefton;
- China: Changsha;
- Statele Unite ale Americii: Little Rock, Arkansas;